# Assemblée populaire de la wilaya de Tizi Ouzou
L'Assemblée populaire de la wilaya de Tizi Ouzou, connu sous l'acronyme APW Tizi Ouzou est l'assemblée délibérante de la Wilaya de Tizi Ouzou.

## Historique des législatures
| Élections        | Début | Fin  | Composition                                        | Présidence                                                             |
| ---------------- | ----- | ---- | -------------------------------------------------- | ---------------------------------------------------------------------- |
| 27 novembre 2007 | 2007  | 2012 | - FLN (4) - RCD (7) - RND (3)                      | - Dr Tamadartaza                                                       |
| 10 mai 2012      | 2012  | 2017 | - FLN (7) - FFS (17) - RCD (16) - RND (7) ,        | - Hocine Haroun (FFS), 2017 - 2022,                                    |
| 23 novembre 2017 | 2017  | 2022 | - FLN (7) - RCD (14) - FFS (20) - RND (6)          | - Youcef Aoutchiche (FFS), 2017 - 2022,                                |
| 21 novembre 2021 | 2022  | 2027 | - FFS (15) - FLN (5) - RND (4) - Indépendants (23) | - Mohamed Klalèche (FFS), 2022-2025 - Sid Ali Youcef (FFS) depuis 2025 |

Jusqu'au à son élection comme sénateur en mars 2025, Mohamed Klalèche est président de l'APW.
En Avril 2025, Dr Sid Ali Youcef est élu président de l'APW avec 27 voix en sa faveur contre 19 voix pour le second candidat Amirouche Kammour. Il succède à l'ancien président Klaleche Mohammed.

### Ouvrages
- Mohamed Laiche, « Les Liens Entre La Gouvernance Territoriale Et Le Développement Local:, Une Réflexion En Termes De Valorisation Des Ressources Locales Et La Coordination Des Acteurs: Référence Empirique à Des Communes De La Wilaya De Tizi-Ouzou », مجلة أبعاد اقتصادية,‎ 2022, p. 345 (DOI 10.36539/1427-012-002-016, lire en ligne, consulté le 2 août 2025)
- Fouad Soufi, « REVUE DES REVUES :Revue Algérienne des Sciences Juridiques, Economiques et Politiques », Insaniyat / إنسانيات, no 2,‎ 31 août 1997, p. 221–223 (ISSN 1111-2050 et 2253-0738, DOI 10.4000/insaniyat.11570, lire en ligne, consulté le 4 août 2025).